# Hemipenthes vockerothi
Hemipenthes vockerothi är en tvåvingeart som beskrevs av Francois 1969. Hemipenthes vockerothi ingår i släktet Hemipenthes och familjen svävflugor.
Artens utbredningsområde är Spanien. Inga underarter finns listade i Catalogue of Life.